# 259P/Garradd
La cometa Garradd 4, formalmente 259P/Garradd, è una cometa periodica scoperta dall'astronomo australiano Gordon J. Garradd. La cometa è stata scoperta il 2 settembre 2008, in seguito lo stesso Garradd ha scoperto un'immagine di prescoperta risalente al 15 luglio 2008.